# Eurema floricola
Eurema floricola är en fjärilsart som först beskrevs av Jean Baptiste Boisduval 1833.  Eurema floricola ingår i släktet Eurema och familjen vitfjärilar. Inga underarter finns listade i Catalogue of Life.

## Bildgalleri

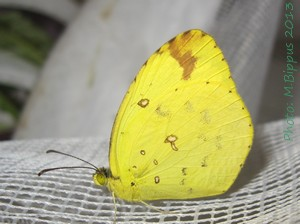